# 상태 레지스터
상태 레지스터 또는 플래그 레지스터는 마이크로프로세서에서 다양한 산술 연산 결과의 상태를 알려주는 플래그 비트들이 모인 레지스터이다.
주로, 조건문과 같은 실행 순서의 분기에 사용된다.

## 상태 레지스터 플래그
상태 레지스터에는 다음과 같은 플래그들이 있다.
| 플래그 기호 | 이름                         | 의미 |
| ----------- | ---------------------------- | --- |
| Z           | 제로 플래그                  | 연산 결과가 0일 경우에 참이 된다.                                                                        |
| C           | 캐리 플래그                  | 부호 없는 숫자의 연산 결과가 비트 범위를 넘어섰을 때 참이 된다.                                          |
| A           | 보조 캐리 플래그             | 연산 결과 하위 니블(4bits)에서 비트 범위를 넘어섰을 때 참이 된다. 이진화 십진법(BCD) 연산에 사용된다.    |
| V / O / W   | 오버플로 플래그              | 부호 있는 숫자의 연산 결과가 비트 범위를 넘어섰을 때 참이 된다.                                          |
| N / S       | 네거티브 플래그, 사인 플래그 | 연산 결과가 음수일 때 참이 된다.                                                                         |
| I / E       | 인터럽트 플래그              | 이 플래그가 참일 경우에만 인터럽트 요구를 받아들인다. 일반적으로 관리자 모드에서만 값을 변경 할 수 있다. |
| P           | 패리티 플래그                | 연산 결과에서 1로된 비트의 수가 짝수일 경우 참이 된다.                                                   |
| D           | 디렉션 플래그                | 문자열 조작에서 참일 경우 주소 레지스터 값이 자동으로 감소하고, 거짓일 경우 자동으로 증가한다.           |
| D / T       | 디버그 플래그, 트랩 플래그   | 참일 경우 한 명령이 실행할 때마다 인터럽트가 발생한다. 디버깅에 사용된다.                                |

## 상태 레지스터의 구조
상태 레지스터의 구조는 프로세서의 설계에 따라 플래그의 기능이 약간씩 다를 수 있으며, 일부 아키텍처는 상태 레지스터가 존재하지 않는다.

### 6502
플래그 바이트로 불리며, 크기는 8비트이다.
| 7 | 6 | 5 | 4 | 3 | 2 | 1 | 0 |
| - | - | - | - | - | - | - | - |
| N | V |   | B | D | I | Z | C |

- Bit 4. 브레이크 플래그 : BRK 인터럽트의 발생을 알려준다.[2]
- Bit 3. 십진 플래그 : 참일 경우 이진화 십진법 모드에서 동작한다.

### Z-80
| 7 | 6 | 5 | 4 | 3 | 2   | 1 | 0 |
| - | - | - | - | - | --- | - | - |
| S | Z |   | H |   | P/V | N | C |

- Bit 4. Half-carry 플래그 : 이진화 십진법 변환 연산인 DAA와 같은 연산에서 사용.
- Bit 2. Parity / Overflow 플래그: (마지막) 연산이 (AND, OR, XOR와 같은) 8-bit 논리연산 혹은 shitf 연산이었다면 parity (0이면 odd), 산술계열 연산이었다면 overflow (1이면 overflow)를 나타냄.
- Bit 1. Negative 플래그 : (마지막) 연산이 빼기 계열의 연산 (SUB, SBC, DEC, CP)이면 1.

### 8086

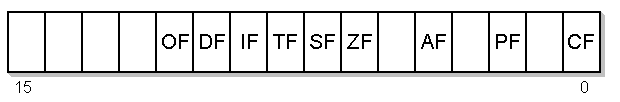
8086의 상태 레지스터

플래그 레지스터로 불리며, 크기는 16비트이다.
| 15 | 14 | 13 | 12 | 11 | 10 | 9 | 8 | 7 | 6 | 5 | 4 | 3 | 2 | 1 | 0 |
| -- | -- | -- | -- | -- | -- | - | - | - | - | - | - | - | - | - | - |
|    |    |    |    | O  | D  | I | T | S | Z |   | A |   | P |   | C |

- Bit 10. 디렉션 플래그